# Выборы в Курганскую областную думу (2015)
Выборы депутатов Курганской областной думы шестого созыва состоялись в Курганской области 13 сентября 2015 года в единый день голосования.
Выборы прошли по смешанной избирательной системе: из 34 депутатов 17 были избраны по партийным спискам (пропорциональная система), другие 17 — по одномандатным округам (мажоритарная система). Для попадания в думу по пропорциональной системе партиям необходимо было преодолеть 5%-й барьер.

## Ключевые даты
- 9 июня Курганская областная дума назначила выборы на 13 сентября 2015 года (единый день голосования).[1]
  - 10 июня постановление о назначении выборов было опубликовано в СМИ.[1]
- 11 июня Избирательная комиссия Курганской области утвердила календарный план мероприятий по подготовке и проведению выборов.[1]
- с 11 июня по 20 июля — период выдвижения кандидатов и списков.[1]
  - агитационный период начинается со дня выдвижения и заканчивается и прекращается за одни сутки до дня голосования.[1]
- по 20 июля — период представления документов для регистрации кандидатов и списков.[1]
- с 15 августа по 11 сентября — период агитации в СМИ.[1]
- 12 сентября — день тишины.[1]
- 13 сентября — день голосования.

## Участники
5 политических партий получили право быть допущенными к выборам без сбора подписей избирателей:
- Единая Россия
- Коммунистическая партия Российской Федерации
- ЛДПР — Либерально-демократическая партия России
- Справедливая Россия
- Яблоко

### Выборы по партийным спискам
По единому округу партии выдвигали списки кандидатов. Для регистрации выдвигаемого списка партиям требовалось собрать 0,5 % подписей от числа избирателей.
| 1 | ЛДПР                                      | Владимир Жириновский • Юрий Ярушин • Юрий Александров      | 17 | 52  | зарегистрирован                                                        |
| 2 | Родина                                    | Евгений Сочнев • Михаил Федулов • Татьяна Хильчук          | 11 | 25  | зарегистрирован                                                        |
| 3 | Патриоты России                           | Александр Бушмакин • Александр Самойлов • Владимир Кочетов | 14 | 35  | зарегистрирован                                                        |
| 4 | Единая Россия                             | Алексей Кокорин • Александр Ильтяков • Александр Немиров   | 17 | 62  | зарегистрирован                                                        |
| 5 | КПРФ                                      | Василий Кислицын • Иван Евгенов                            | 16 | 42  | зарегистрирован                                                        |
| 6 | Справедливая Россия                       | Сергей Миронов • Виктор Семёнов                            | 17 | 46  | зарегистрирован                                                        |
| — | Коммунистическая партия Коммунисты России | Дмитрий Перевязкин • Валерий Попов • Александр Подзоров    | 17 | 124 | отказано в регистрации (выявлено более 10 % недействительных подписей) |
| — | Национальной безопасности России          | Николай Безбородов • Иван Камшилов • Борис Воронцов        | 14 | 43  | отказано в регистрации (выявлено более 10 % недействительных подписей) |
| — | Партия Возрождения России                 | Виктор Сединкин                                            | 9  | 21  | отказано в регистрации (выявлено более 10 % недействительных подписей) |
| *Региональная группа соответствует одному одномандатному округу и должна включать от 2 до 10 кандидатов. Региональных групп должно быть от 9 до 17. |                                           |                                                            |    |     |                                                                        |
| **Без учёта выбывших кандидатов. Общее число кандидатов должно быть не более 173 человек.                                                           |                                           |                                                            |    |     |                                                                        |

### Выборы по округам
По 17 одномандатным округам кандидаты выдвигались как партиями, так и путём самовыдвижения. Кандидатам требовалось собрать 3 % подписей от числа избирателей соответствующего одномандатного округа.
| Партия | Партия              | Кандидатов | Кандидатов       |
| Партия | Партия              | Выдвинуто  | Зарегистрировано |
| ------ | ------------------- | ---------- | ---------------- |
|        | Единая Россия       | 17         | 17               |
|        | КПРФ                | 10         | 10               |
|        | ЛДПР                | 17         | 17               |
|        | Союз Труда          | 1          | 0                |
|        | Справедливая Россия | 17         | 16               |
|        | Самовыдвижение      | 18         | 6                |
| Всего  | Всего               | 80         | 66               |

| Фамилии, имена, отчества              | Субъект выдвижения                    | Субъект выдвижения                    | Число голосов избирателей |
| ------------------------------------- | ------------------------------------- | ------------------------------------- | ------------------------- |
| Александров Юрий Михайлович           |                                       | ЛДПР                                  | 1038                      |
| Воробьева Наталья Михайловна          |                                       | КПРФ                                  | 1878                      |
| Гладковский Константин Михайлович     |                                       | Единая Россия                         | 3871                      |
| Тупицын Александр Александрович       |                                       | Справедливая Россия                   | 1612                      |
| Действительные бюллетени              | Действительные бюллетени              | Действительные бюллетени              | 8399                      |
| Недействительные бюллетени            | Недействительные бюллетени            | Недействительные бюллетени            | 267                       |
| Число избирателей, внесенных в списки | Число избирателей, внесенных в списки | Число избирателей, внесенных в списки | 45062                     |

| Фамилии, имена, отчества              | Субъект выдвижения                    | Субъект выдвижения                    | Число голосов избирателей |
| ------------------------------------- | ------------------------------------- | ------------------------------------- | ------------------------- |
| Быкова Ирина Александровна            |                                       | ЛДПР                                  | 1275                      |
| Кислицын Василий Александрович        |                                       | КПРФ                                  | 2833                      |
| Муратов Сергей Николаевич             |                                       | Единая Россия                         | 4800                      |
| Соколов Анатолий Александрович        |                                       | Справедливая Россия                   | 1609                      |
| Действительные бюллетени              | Действительные бюллетени              | Действительные бюллетени              | 10517                     |
| Недействительные бюллетени            | Недействительные бюллетени            | Недействительные бюллетени            | 337                       |
| Число избирателей, внесенных в списки | Число избирателей, внесенных в списки | Число избирателей, внесенных в списки | 45329                     |

| Фамилии, имена, отчества              | Субъект выдвижения                    | Субъект выдвижения                    | Число голосов избирателей |
| ------------------------------------- | ------------------------------------- | ------------------------------------- | ------------------------- |
| Баль Юрий Владимирович                |                                       | Справедливая Россия                   | 2698                      |
| Вронский Алексей Геннадьевич          |                                       | КПРФ                                  | 1400                      |
| Липатова Татьяна Алексеевна           |                                       | ЛДПР                                  | 987                       |
| Фролов Дмитрий Владимирович           |                                       | Единая Россия                         | 4501                      |
| Действительные бюллетени              | Действительные бюллетени              | Действительные бюллетени              | 9586                      |
| Недействительные бюллетени            | Недействительные бюллетени            | Недействительные бюллетени            | 397                       |
| Число избирателей, внесенных в списки | Число избирателей, внесенных в списки | Число избирателей, внесенных в списки | 46135                     |

| Фамилии, имена, отчества              | Субъект выдвижения                    | Субъект выдвижения                    | Число голосов избирателей |
| ------------------------------------- | ------------------------------------- | ------------------------------------- | ------------------------- |
| Назаренко Виталий Владимирович        |                                       | ЛДПР                                  | 1054                      |
| Томилин Виктор Александрович          |                                       | КПРФ                                  | 1242                      |
| Шалютин Борис Соломонович             |                                       | Справедливая Россия                   | 3508                      |
| Шиловских Игорь Владимирович          |                                       | Единая Россия                         | 3402                      |
| Действительные бюллетени              | Действительные бюллетени              | Действительные бюллетени              | 9206                      |
| Недействительные бюллетени            | Недействительные бюллетени            | Недействительные бюллетени            | 320                       |
| Число избирателей, внесенных в списки | Число избирателей, внесенных в списки | Число избирателей, внесенных в списки | 46204                     |

| Фамилии, имена, отчества              | Субъект выдвижения                    | Субъект выдвижения                    | Число голосов избирателей |
| ------------------------------------- | ------------------------------------- | ------------------------------------- | ------------------------- |
| Александров Сергей Михайлович         |                                       | ЛДПР                                  | 918                       |
| Барашев Евгений Зинурович             |                                       | Справедливая Россия                   | 2055                      |
| Евгенов Иван Петрович                 |                                       | КПРФ                                  | 1086                      |
| Ильтяков Дмитрий Владимирович         |                                       | Единая Россия                         | 7459                      |
| Действительные бюллетени              | Действительные бюллетени              | Действительные бюллетени              | 11518                     |
| Недействительные бюллетени            | Недействительные бюллетени            | Недействительные бюллетени            | 308                       |
| Число избирателей, внесенных в списки | Число избирателей, внесенных в списки | Число избирателей, внесенных в списки | 47001                     |

| Фамилии, имена, отчества              | Субъект выдвижения                    | Субъект выдвижения                    | Число голосов избирателей |
| ------------------------------------- | ------------------------------------- | ------------------------------------- | ------------------------- |
| Александров Михаил Юрьевич            |                                       | ЛДПР                                  | 1229                      |
| Воронович Елена Анатольевна           |                                       | Единая Россия                         | 2323                      |
| Зырянов Виктор Леонидович             |                                       | КПРФ                                  | 1198                      |
| Сыренков Сергей Викторович            |                                       | Справедливая Россия                   | 1817                      |
| Действительные бюллетени              | Действительные бюллетени              | Действительные бюллетени              | 6567                      |
| Недействительные бюллетени            | Недействительные бюллетени            | Недействительные бюллетени            | 274                       |
| Число избирателей, внесенных в списки | Число избирателей, внесенных в списки | Число избирателей, внесенных в списки | 42319                     |

| Фамилии, имена, отчества              | Субъект выдвижения                    | Субъект выдвижения                    | Число голосов избирателей |
| ------------------------------------- | ------------------------------------- | ------------------------------------- | ------------------------- |
| Бухаров Александр Олегович            |                                       | Справедливая Россия                   | 2086                      |
| Маслов Сергей Александрович           |                                       | ЛДПР                                  | 595                       |
| Порубов Валерий Викторович            |                                       | Единая Россия                         | 5468                      |
| Слиньков Василий Иванович             |                                       | Самовыдвижение                        | 476                       |
| Черепанов Виктор Владимирович         |                                       | КПРФ                                  | 1084                      |
| Действительные бюллетени              | Действительные бюллетени              | Действительные бюллетени              | 9709                      |
| Недействительные бюллетени            | Недействительные бюллетени            | Недействительные бюллетени            | 424                       |
| Число избирателей, внесенных в списки | Число избирателей, внесенных в списки | Число избирателей, внесенных в списки | 40918                     |

| Фамилии, имена, отчества              | Субъект выдвижения                    | Субъект выдвижения                    | Число голосов избирателей |
| ------------------------------------- | ------------------------------------- | ------------------------------------- | ------------------------- |
| Брюханов Александр Александрович      |                                       | Единая Россия                         | 9486                      |
| Гапонов Александр Яковлевич           |                                       | Самовыдвижение                        | 505                       |
| Урюпин Илья Олегович                  |                                       | КПРФ                                  | 1472                      |
| Чеботарев Александр Владимирович      |                                       | ЛДПР                                  | 879                       |
| Чухломин Владимир Александрович       |                                       | Справедливая Россия                   | 1691                      |
| Действительные бюллетени              | Действительные бюллетени              | Действительные бюллетени              | 14033                     |
| Недействительные бюллетени            | Недействительные бюллетени            | Недействительные бюллетени            | 444                       |
| Число избирателей, внесенных в списки | Число избирателей, внесенных в списки | Число избирателей, внесенных в списки | 39602                     |

| Фамилии, имена, отчества              | Субъект выдвижения                    | Субъект выдвижения                    | Число голосов избирателей |
| ------------------------------------- | ------------------------------------- | ------------------------------------- | ------------------------- |
| Евсельев Валерий Николаевич           |                                       | Самовыдвижение                        | 1108                      |
| Мельникова Людмила Владимировна       |                                       | ЛДПР                                  | 1733                      |
| Ярославцев Федор Викторович           |                                       | Единая Россия                         | 10445                     |
| Действительные бюллетени              | Действительные бюллетени              | Действительные бюллетени              | 13286                     |
| Недействительные бюллетени            | Недействительные бюллетени            | Недействительные бюллетени            | 500                       |
| Число избирателей, внесенных в списки | Число избирателей, внесенных в списки | Число избирателей, внесенных в списки | 43291                     |

| Фамилии, имена, отчества              | Субъект выдвижения                    | Субъект выдвижения                    | Число голосов избирателей |
| ------------------------------------- | ------------------------------------- | ------------------------------------- | ------------------------- |
| Абдрахманов Мухаметгалей Набеевич     |                                       | КПРФ                                  | 4035                      |
| Кузьмин Игорь Вениаминович            |                                       | Справедливая Россия                   | 1329                      |
| Мурадымов Газинур Гумарович           |                                       | ЛДПР                                  | 1253                      |
| Степанов Владимир Васильевич          |                                       | Единая Россия                         | 9678                      |
| Действительные бюллетени              | Действительные бюллетени              | Действительные бюллетени              | 16295                     |
| Недействительные бюллетени            | Недействительные бюллетени            | Недействительные бюллетени            | 535                       |
| Число избирателей, внесенных в списки | Число избирателей, внесенных в списки | Число избирателей, внесенных в списки | 38512                     |

| Фамилии, имена, отчества              | Субъект выдвижения                    | Субъект выдвижения                    | Число голосов избирателей |
| ------------------------------------- | ------------------------------------- | ------------------------------------- | ------------------------- |
| Данин Сергей Аркадьевич               |                                       | Справедливая Россия                   | 1551                      |
| Сажин Владимир Николаевич             |                                       | Единая Россия                         | 10068                     |
| Тимофеев Сергей Валентинович          |                                       | КПРФ                                  | 2117                      |
| Действительные бюллетени              | Действительные бюллетени              | Действительные бюллетени              | 13736                     |
| Недействительные бюллетени            | Недействительные бюллетени            | Недействительные бюллетени            | 365                       |
| Число избирателей, внесенных в списки | Число избирателей, внесенных в списки | Число избирателей, внесенных в списки | 38641                     |

| Фамилии, имена, отчества              | Субъект выдвижения                    | Субъект выдвижения                    | Число голосов избирателей |
| ------------------------------------- | ------------------------------------- | ------------------------------------- | ------------------------- |
| Конев Игорь Юрьевич                   |                                       | ЛДПР                                  | 1645                      |
| Лыков Павел Владимирович              |                                       | Справедливая Россия                   | 998                       |
| Остапенко Владимир Тихонович          |                                       | Единая Россия                         | 8119                      |
| Шкаликов Валентин Александрович       |                                       | КПРФ                                  | 2638                      |
| Действительные бюллетени              | Действительные бюллетени              | Действительные бюллетени              | 13400                     |
| Недействительные бюллетени            | Недействительные бюллетени            | Недействительные бюллетени            | 367                       |
| Число избирателей, внесенных в списки | Число избирателей, внесенных в списки | Число избирателей, внесенных в списки | 40668                     |

| Фамилии, имена, отчества              | Субъект выдвижения                    | Субъект выдвижения                    | Число голосов избирателей |
| ------------------------------------- | ------------------------------------- | ------------------------------------- | ------------------------- |
| Комаров Александр Александрович       |                                       | ЛДПР                                  | 1531                      |
| Обласов Александр Деонисьевич         |                                       | Единая Россия                         | 7515                      |
| Цховребов Роин Ладикоевич             |                                       | Справедливая Россия                   | 6110                      |
| Действительные бюллетени              | Действительные бюллетени              | Действительные бюллетени              | 15156                     |
| Недействительные бюллетени            | Недействительные бюллетени            | Недействительные бюллетени            | 531                       |
| Число избирателей, внесенных в списки | Число избирателей, внесенных в списки | Число избирателей, внесенных в списки | 39828                     |

| Фамилии, имена, отчества              | Субъект выдвижения                    | Субъект выдвижения                    | Число голосов избирателей |
| ------------------------------------- | ------------------------------------- | ------------------------------------- | ------------------------- |
| Исламов Марат Нуриевич                |                                       | Единая Россия                         | 7442                      |
| Колташов Анатолий Николаевич          |                                       | Справедливая Россия                   | 5664                      |
| Соловьёв Николай Анатольевич          |                                       | ЛДПР                                  | 1362                      |
| Федотов Петр Николаевич               |                                       | Самовыдвижение                        | 2135                      |
| Действительные бюллетени              | Действительные бюллетени              | Действительные бюллетени              | 16603                     |
| Недействительные бюллетени            | Недействительные бюллетени            | Недействительные бюллетени            | 628                       |
| Число избирателей, внесенных в списки | Число избирателей, внесенных в списки | Число избирателей, внесенных в списки | 43892                     |

| Фамилии, имена, отчества              | Субъект выдвижения                    | Субъект выдвижения                    | Число голосов избирателей |
| ------------------------------------- | ------------------------------------- | ------------------------------------- | ------------------------- |
| Казаков Владимир Николаевич           |                                       | Единая Россия                         | 13121                     |
| Костин Илья Юрьевич                   |                                       | Справедливая Россия                   | 1574                      |
| Николаев Евгений Вячеславович         |                                       | ЛДПР                                  | 2326                      |
| Действительные бюллетени              | Действительные бюллетени              | Действительные бюллетени              | 17021                     |
| Недействительные бюллетени            | Недействительные бюллетени            | Недействительные бюллетени            | 474                       |
| Число избирателей, внесенных в списки | Число избирателей, внесенных в списки | Число избирателей, внесенных в списки | 44692                     |

| Фамилии, имена, отчества              | Субъект выдвижения                    | Субъект выдвижения                    | Число голосов избирателей |
| ------------------------------------- | ------------------------------------- | ------------------------------------- | ------------------------- |
| Алейников Владимир Николаевич         |                                       | Единая Россия                         | 11313                     |
| Клебан Кирилл Сергеевич               |                                       | Справедливая Россия                   | 2095                      |
| Махнев Михаил Александрович           |                                       | Самовыдвижение                        | 1268                      |
| Мещерякова Людмила Владимировна       |                                       | ЛДПР                                  | 2118                      |
| Действительные бюллетени              | Действительные бюллетени              | Действительные бюллетени              | 16794                     |
| Недействительные бюллетени            | Недействительные бюллетени            | Недействительные бюллетени            | 475                       |
| Число избирателей, внесенных в списки | Число избирателей, внесенных в списки | Число избирателей, внесенных в списки | 46448                     |

| Фамилии, имена, отчества              | Субъект выдвижения                    | Субъект выдвижения                    | Число голосов избирателей |
| ------------------------------------- | ------------------------------------- | ------------------------------------- | ------------------------- |
| Карпов Георгий Георгиевич             |                                       | Самовыдвижение                        | 1088                      |
| Кафеев Евгений Уралович               |                                       | Единая Россия                         | 7779                      |
| Кобяков Олег Николаевич               |                                       | Справедливая Россия                   | 1183                      |
| Ярушин Юрий Владимирович              |                                       | ЛДПР                                  | 2080                      |
| Действительные бюллетени              | Действительные бюллетени              | Действительные бюллетени              | 12130                     |
| Недействительные бюллетени            | Недействительные бюллетени            | Недействительные бюллетени            | 421                       |
| Число избирателей, внесенных в списки | Число избирателей, внесенных в списки | Число избирателей, внесенных в списки | 42085                     |

## Результаты
| Партия                     | Партия                     | по единому округу | по единому округу | по единому округу | по одно- мандатным округам | всего         | всего   |
| Партия                     | Партия                     | Голоса            | %                 | Получено мест     | Получено мест              | Получено мест | %       |
| -------------------------- | -------------------------- | ----------------- | ----------------- | ----------------- | -------------------------- | ------------- | ------- |
|                            | «Единая Россия»            | 125 880           | 56,74 %           | 12                | 16                         | 28            | 82,35 % |
|                            | ЛДПР                       | 30 236            | 13,63 %           | 2                 | 0                          | 2             | 5,88 %  |
|                            | КПРФ                       | 29 342            | 13,22 %           | 2                 | 0                          | 2             | 5,88 %  |
|                            | «Справедливая Россия»      | 24 245            | 10,93 %           | 1                 | 1                          | 2             | 5,88 %  |
|                            |                            |                   |                   |                   |                            |               |         |
|                            | «Родина»                   | 3134              | 1,41 %            | 0                 | 0                          | 0             | 0 %     |
|                            | «Патриоты России»          | 3102              | 1,40 %            | 0                 | 0                          | 0             | 0 %     |
|                            | Самовыдвижение             |                   |                   |                   | 0                          | 0             | 0 %     |
| Действительные бюллетени   | Действительные бюллетени   | 215 939           | 97,33 %           | —                 | —                          | —             | —       |
| Недействительные бюллетени | Недействительные бюллетени | 5934              | 2,67 %            | —                 | —                          | —             | —       |
| Всего                      | Всего                      | 221 873           | 100 %             | 17                | 17                         | 34            | 100 %   |
|                            |                            |                   |                   |                   |                            |               |         |
| Явка                       | Явка                       | 221 873           | 30,37 %           |                   |                            |               |         |
| Общее число избирателей    | Общее число избирателей    | 730 627           | 100 %             |                   |                            |               |         |

| Партия                         | Партия              | Депутаты                    |
| ------------------------------ | ------------------- | --------------------------- |
|                                | Единая Россия       | Арзин Игорь Викторович      |
| Вартанов Сергей Сетракович     | Единая Россия       |                             |
| Воинкова Татьяна Васильевна    | Единая Россия       |                             |
| Колташов Олег Анатольевич      | Единая Россия       |                             |
| Лепихин Александр Васильевич   | Единая Россия       |                             |
| Меньшиков Игорь Анатольевич    | Единая Россия       |                             |
| Морковкин Николай Евгеньевич   | Единая Россия       |                             |
| Немиров Александр Данилович    | Единая Россия       |                             |
| Половинкин Андрей Николаевич   | Единая Россия       |                             |
| Хабаров Владимир Петрович      | Единая Россия       |                             |
| Харлов Максим Михайлович       | Единая Россия       |                             |
| Шиншин Андрей Юрьевич          | Единая Россия       |                             |
|                                | КПРФ                | Евгенов Иван Петрович       |
| Кислицын Василий Александрович | КПРФ                |                             |
|                                | ЛДПР                | Александров Юрий Михайлович |
| Ярушин Юрий Владимирович       | ЛДПР                |                             |
|                                | Справедливая Россия | Семёнов Виктор Анатольевич  |